# Chenopodium microphyllum
Chenopodium microphyllum är en amarantväxtart som beskrevs av Carl Peter Thunberg. Chenopodium microphyllum ingår i släktet ogräsmållor, och familjen amarantväxter. Inga underarter finns listade i Catalogue of Life.